# Stazione di Montargis
La stazione di Montargis (in francese Gare de Montargis) è la principale stazione ferroviaria di Montargis, Francia.